# Галахов, Николай Павлович
Никола́й Па́влович Гала́хов (1855—1936, Париж) — российский государственный деятель, Орловский вице-губернатор (1907—1915); Витебский губернатор (1915—1917); камергер; действительный статский советник.

## Биография
Родился 3 (15) января 1855 года. Внук Александра Павловича Галахова. Отец — камер-юнкер Павел Александрович Галахов (1827—1890); мать — Мария Павловна, дочь генерал-лейтенанта П. В. Олферьева. В их браке (5 сентября 1848 года в Исаакиевском соборе) до сына Николая родились: 
- Мария (17.07.1849—после 1919), в замуж Шениг (ее муж — Сергей Николаевич Шениг, действительный статский советник, Орловский губернский предводитель дворянства). В октябре 1919 года была арестована в Орле как заложница, затем отправлена в Москву, содержалась в Новопесковском лагере.[1]
- Александр (17.10.1850—1897)
- Софья (20.05.1853—?), в замужестве Львова.

Служил в Семёновском лейб-гвардии полку. Участвовал в русско-турецкой войне 1877—1878 гг; был награждён орденом Св. Анны 4-й ст. с надписью «за храбрость» (1877), орденом Св. Станислава 3-й ст. с мечом и бантом (1878) и орденом Св. Анны 3-й ст. с мечом и бантом (1878). В 1879 году получил ольденбургский Орден Заслуг герцога Петра-Фридриха-Людвига и Румынский Железный крест.
В 1907 году получил звание камергера и назначение вице-губернатором в Орловскую губернию — на место вышедшего в отставку В. В. Бельгарда; 29 марта 1909 года он был произведён в действительные статские советники. Был почётным мировым судьёй Мценского уезда.
В 1915 году был назначен исполняющим должность губернатора Витебской губернии.
В 1909 году супруга Николая Павловича Ольга Васильевна, приобрела дом в Орле на улице Садовой (совр. улица Тургенева 13) и разместила в нем унаследованные от А. А. Фета и И. С. Тургенева вещи. После Октябрьской революции семья Галаховых обратилась в Наркомпрос с просьбой о сохранении находящихся у нее писательских документах, рукописях и библиотеке; 1 ноября 1918 года началась передача музею вещей Тургенева и Фета, опись которых составляла старшая дочь Галаховых Кира Николаевна; 13 ноября 1918 года дом на Садовой улице, 10 был реквизирован под устройство Музея-Библиотеки имени И. С. Тургенева, а владельцы выселены из него. В настоящее время в этом здании Музей писателей-орловцев — филиал Орловского объединённого государственного литературного музея И.С.Тургенева.
Семья перебралась в орловское имение Клеймёново, а когда его национализировали, в село Сергиевское, а затем в Петроград.
В 1924 году Николай Петрович Галахов и его жена выехали из Советской России вместе с внуками — детьми дочери Ольги, к тому времени умершей. В эмиграции жили во Франции. 
Умер в Париже 20 января 1936 года. Похоронен вместе с женой на кладбище Сент-Женевьев-де-Буа. 

## Семья
Жена — Ольга Васильевна Шеншина (1858—1947), племянница поэта А. А. Фета и писателя И. С. Тургенева, унаследовавшая имение Спасское-Лутовиново.. 
Их дети:
- Александр (08.12.1883—21.11.1928), офицер[5].
- Кира (1886—1957)[6]. Во время Первой мировой войны была сестрой милосердия, направлена в санитарный поезд Общедворянской организации[7]. Ее женихом был Илья Леонидович Татищев, генерал-адъютант Николая II[8].
- Ольга (29.07.1888—11.06.1921; в замужестве: сначала Трубникова, затем — Вырубова[9]). Была арестована, в тюрьме заболела тифом и умерла 11 июня 1921 года через несколько дней после освобождения[10].
  - Внуки: Александр Георгиевич Трубников (1908—1988) — священник РПЦЗ[11], Ирина Васильевна Вырубова (1911—1957, в замуж. Лобанова-Ростовская)[12], Василий Васильевич Вырубов (1913—после 1961, жил в Аргентине), Николай Васильевич Вырубов (1915—2009), участник Французского Сопротивления, кавалер Ордена Почетного Легиона[13].
    - Правнук — Никита Дмитриевич Лобанов-Ростовский.